# История Синда
Синд (Синдх) (синдхи سنڌ) — одна из провинций Пакистана. Синд — родина одной из древнейших мировых цивилизаций, Индской цивилизации.

## Палеолит и мезолит
Онгар — одно из важнейших палеолитических поселений, открытых в южном Синде, несколько километров южнее Хайдерабада, на правой стороне реки Инд. В соответствии с видом и патиной на инструментах, собранные кремнёвые инструменты могут быть отнесены к раннему, среднему и позднему палеолиту.
В Рехри, вдоль восточного берега Карачи, команда Университета Карачи открыла несколько мезолитических и верхне-палеолитических поселений. Большинство из этих поселений уничтожены в последние 20 лет. Тем не менее, их открытие пролило свет на доисторическую историю Синда. Разбросанные кремни были найдены в различных точках, некоторые были приняты за раковины Terebralia palustris .
Поздне-палеолитические и мезолитические поселения найдены Университетом Карачи на холмах Мулри, перед университетским городком, и это стало важнейшим открытием в Синде за последние 50 лет. «Чёрные копатели», которые оставляют следы своих частых посещений, многократно перерыли холмы. Около 20 различных точек нахождения инструментов из кремня были обнаружены на исследованных поверхностях.

## Медный и бронзовый век
Гора Амри расположена на правом берегу Инда, южнее Даду. Раскопки, проведённые Французской археологической миссией в начале 60-х, раскрыли длинный ряд поздних поселений на стадии перехода от медного к бронзовому веку. Типичные пласты с Амри были датированы радиоуглеродным методом: вторая половина 4 тыс. до н. э. Некоторые авторы относят находки к ранней Хараппской цивилизации. По меньшей мере 160 поселений между Холмами Таро, около деревни Гуджо, относятся к культуре Амри.
Поселение Кот-Диджи, около Рохри, состоит из холма, составленного накладывающимися структурными и антропогенными слоями. Они разделяются на два главных комплекса, первый из которых — раннехараппский (культура Кот-Диджи) и второй — настоящая хараппская цивилизация.
Поселение Лакхуин-джо-даро, около Суккур, соответствует Хараппской цивилизации, так как включает характерные остатки, предметы культуры и подходит по радиоуглеродному датированию. Поселение показывает, что происхождение Суккура может уходить корнями в прошлое.
Главный город Мохенджо-Даро, около Ларканы, величайший обнаруженный город Индской цивилизации. Крупномасштабные раскопки 1920-х пролили свет на остатки этой цивилизации. Они, в основном, из кирпича, с хорошей сохранностью зданий вдоль улиц и переулков. Мохенджо-Даро был крупнейшим городом бронзового века в мире.
Пир Шах Журио — деревня Индской цивилизации на левом берегу реки Хуб. Состоит из холма, сейчас частично занятого кладбищем. Там были собраны черепки и другие подобные находки. Деревня связана с морем в нескольких километрах южнее. По радиоуглеродному датированию: 3-е тысячелетие до н. э.
Поселение Индской цивилизации Кот Бала, расположенное внутри бухты Сонмиани, на берегу Округа Ласбела, Белуджистан. Оно было частично раскопано профессором Г. Далесом из Университета Беркли в семидесятых и не опубликовано в деталях. Это поселение имеет большое значение, так как расположено рядом с Аравийским морем. Это должно было быть одной из главных гаваней, из которой индские торговцы приплывали на своих кораблях к берегам Аравийского полуострова.
Синд был известен под разными именами в прошлом, имя Синд пришло от ариев. На санскрите: Синдху, это относилось и к реке, и к людям. Ассирийцы (в начале 7-го века до н. э.) знали регион как Синда, персы — Хиндуш, греки — Индос, римляне — Синдус или Индус, китайцы — Синту, а арабы — Синд. Легенда утверждает, что Инд вытекает из горы льва или Синх-ка-баб.

## Древность
В античное время территория нынешнего Синда была известна как Совира (или Соувира, Саувира), а также как Синдхудеша. «Синдху» на санскрите означает «река», а «деша» — «земля» или «страна».
Первые известные деревни относятся к 7 тысячелетию до н. э. Постоянные поселения как Мехргарх перемешаются с запада к Синду. Одними из первых поселенцев были люди, говорящие на языке Мунда австроазиатской языковой семьи. Эта культура развивалась несколько тысячелетий и вошла в Индскую цивилизацию около 3000 года до н. э. Индская цивилизация вышла за пределы нынешнего Пакистана, но стала разрушаться за несколько веков до вторжения индоариев, ветви индоиранцев, которые создали Ведийскую цивилизацию, которая существовала между рекой Кабул, рекой Сарасвати и верховьев Ганга не ранее 1500 года до н. э. Ведийская цивилизация — сражалась с местными и взаимодействовала с ними — в итоге помогла создать последующие культуры в Южной Азии.
Тем не менее, индийские академики утверждают, что Индская цивилизация около 3000 года до н. э., была коренной арийской, их мнение основано на ведийской литературе, но спорно и бездоказательно.
Индская цивилизация — ровесница Древнего Египта и Месопотамии с населением в полмиллиона человек, сетью городов и канализацией. Известно, что местные жители торговали с Египтом и Месопотамией по морским водным путям. В Древнем Египте слово хлопок было Синд, показывая, что большую часть хлопка египтяне импортировали из Индии. Обсуждаются вопросы о причинах гибели Индской цивилизации. Возможные причины: изменение климата, наводнения, перекрытие торговых путей, войны или ещё что-то.
Синд был покорён Ахеменидской империей в конце VI века до н. э., и стал сатрапией (провинцией) Хиндуш с добавлением Гандары с центром в Пенджабе, что севернее. В иранском и других персидских языках 'С' заменяется на 'Х' во многих санскритских словах, в результате вместо «Синду» стало «Хинду». Они принесли (возможно) Кхароштхи, что даёт основания говорить о связи с западом.
После завоевания армией Александра Македонского в 326 году до н. э. регион попал под контроль греков в течение нескольких десятилетий. После смерти Александра наступил этап Селевкидского правления. Синд торговал с Империей Маурьев Чандрагупты после мира с Селевкидами в 305 году до н. э.
Позже, при императоре Ашоке регион стал буддийским. После векового правления Маурьев регион попал под контроль Греко-бактрийского царства, базировавшегося в северном Афганистане. Некоторые правители обратились в буддизм и распространяли его в регионе.
Скифы (саки) разрушили Греко-бактрийское царство. Тохары из Кушанской империи присоединили Синд позже, в 1 веке н. э. Хотя кушаны сохранили свою веру, они благожелательно относились к буддизму и воздвигли много культовых сооружений.
Скифы, кушаны, гунны (скорее эфталиты) и Сасанидская империя поочерёдно захватывали Синд до пришествия арабов-мусульман в 711 н. э.
Буддийский город Сирадж-джи-Такри находился на западной террасе холмов Рохри в округе Кхайпур верхнего Синда, вдоль дороги на Сорах. Его руины и сейчас видны на вершинах трёх плоских горок в виде камней, глинобитных стен и холмиков; другие архитектурные объекты наблюдались в 1980-х. Этот город не упомянут ни в одном тексте по буддийской истории Синда.

## Отражение в древней литературе
Веды (Ригведа) восхищаются Индом, колыбелью Индии. Синдху Инд — наиглавнейшая из рек Семиречья, называемого на санскрите Саптасиндху.
«Инд превосходит все текущие потоки… Его гул поднимается с земли до неба, он создаёт бесконечную силу во вспышках света… Ровно как коровы с молоком ведут телят, так другие реки гремят в Инде. Как царь-воин возглавляет воинов, так Инд ведёт другие реки… Богатый хорошими конями, богатый золотом, знатного вида, богатый в достатке здоровья». В этом гимне Инд является «мужской» рекой. В других гимнах небесные мудрецы сходят с неба в Инд. Веды обращаются к Гангу дважды, а к Инду более 30 раз. Инд (Синдху) дал Синду своё имя.
В Рамаяне Синд — часть империи Дашаратхи. Когда Кайкейи опечалилась, Дашаратха сказал ей: «Солнце не заходит в моём царстве. Синд, Савира, Савраштра, Анга, Ванга, Магадха, Каши, Кошал — они все мои. Они источник бесконечных богатств. Ты можешь просить всё, что хочешь».
Но Кайкейи хочет только одного: посадить на трон своего сына Бхарату. Когда Сита была похищена Раваной, Рама послал ванаров (то есть обезьян) искать её по разным местам, и в Синде нашли «замечательных плавающих коней». Потом, когда всё закончилось, Рама дал Синду-Савиру (земли Синда и Мултана) Бхарате, что расширило его владения на север до Гандхары, сейчас центр прославленной в Махабхарате Гандхары — афганский город Кандагар. Его сыновья основали города Пешвар (Пушкалавати) и Таксила (Такшасила).
Синд упомянут в Махабхарате. Царь Джаядратха из Синда женился на принцессе из рода Кауравов, сестре Дурьодханы, Духшале Душхале. Он сражался с Куаравами против Пандавов. Однако он верил Джаядратхе, что он, как и Дхритараштра и Бхишма, были против смертельной игры Пандавов и Каурвов.
В титанической битве Махабхараты Абхиманью, сын Драупади, был убит, Джаядратха толкнул его тело ногой. Арджуна был в ярости. Он поклялся убить «Синдху-пати» Джаядртху в тот же день, прежде чем солнце сядет. Джаядратха хотел покинуть поле боя, но было поздно и он принял бесславную смерть.
Отец Джаядратхи любил молоко и горячее сгущённое молоко (индийский кхирни). Объявив о решении убить Джаядратху, Арджуна сказал: «Джаядратха родственник, но он дьявол; он вскормлен на кхирни и кширне, но я рассеку его своими стрелами».
В Бхишма парве Махабхараты, Инд называют великим защитником, которого нужно помнить днём и ночью. Очевидно, что эта могучая река представляла собой естественный оборонительный рубеж Индии. В Анушасана парве Махабхараты предписывается делать омовения в Инде, чтобы попасть в рай после смерти, для чего необходима чистота.
Интересно, в Бхагвад Гите упоминаются и более ранние церемонии, связанные с Индом. Давным-давно царь Инда поразил принца Санджаю из Саувиры. Санджая потерял сердце и забыл о своём царстве. Но его мужественная мать Вадула стала действовать. Она заставила его вспомнить о своём происхождении, об ответственности перед народом, поддержании дхармы, чтобы жить и умереть достойно. В то время как Пандавы были угнетены и не боролись, их мать Кунти напомнила Кришне историю Вадулы и попросила напомнить об этом её сыновьям. В результате родилась бессмертная Бхагавад-гита.
Духшала также посетила Синд. С того времени как центр Индийской цивилизации переместился на Ганг, Инд стал границей от частых вторжений. Духшале было больно, когда она узнала о вражде племен Джатов и Медийцев в Синде. Она попросила Дурьодхану отправить брахманов для повышения культуры страны. Дурьодхана решил отправить 30 000 брахманов в Синд. Позже эти брахманы стали основой сопротивления Александру.
Калидаса сказал в Рагхувамше, что по совету своего дяди по матери Ядхаджаты Рама даровал Синд Бхарате. Лошади Рагхи отдыхали на берегах Инда. Другой великий санскридский поэт, Бхаса, создал пьесу Авимарка, базирующуюся на истории принца Авимарки и принцессы Курангади из Синду-Саувиры. Бхавишья-пурана говорит, что Шаливахана, победивший Викрамадитью из Удджайна, установил закон и порядок в «Синдустане» и фиксировал его границы по Синду.
Аншанатх, одиннадцатый Джайн Тиртханкара, был из Синда, но умер в Бенгалии.
Джайн Дакшинйачхна (VIII век) говорил о Синде как об «изящном, прекрасном, мягким с медленными проходами. Люди [там] любят песню, музыку, танцы и любят свою страну».
По легенде, великий Будда почтил Синд своим визитом. Найдя климат экстремальным, землю сухой и пыльной, он разрешил бхикшу носить здесь обувь. Кроме того, он разрешил использовать одежду с подкладом, что запрещено в других странах. Здесь Шавиртис, князь Рорика или Рорука (Арор или Алор близ современного Рохри) стал его учеником. Когда Будда объехал свой родной Капилавасту в колеснице, он отметил, что «четыверо прекрасных лошадей цвета лотоса происходят из Синдху-деши». По сей день древние буддийские ступы находятся в провинции Синд. Неудивительно, когда Зульфикар Али Бхутто стал главой Пакистана, он даже украсил свой кабинет статуей Будды.
В Дивьявадане (тибетской версии) сообщается: «Будда в Раджагригхе. На данный момент существует два больших города в Джамбудвипе (Северная Индия): Паталипутра и Роруга. Когда поднимается Рорука, Паталипутра снижается; когда Паталипутра поднимается, Рорука снижается». Здесь была Рорука Синдская, конкурент столицы империи Мадагха. Когда Бимбисара был царем Магадхи, он послал Рудраяне, царю Синду-Саувиры, редкое изображение Будды. Двумя великими министрами Синдха того времени были Хиро и Бхеру, их имена всё ещё распространены среди Синдцев. Первые победы Чандрагупты Маурьи имели место в Синде и Пенджабе. Именно отсюда он переместил в Нандас, оккупировал Паталипутру и создал огромную империю Маурья.
Кашмирское древнее королевство Раджатарангини имеет отношение к Синду и Синдцам. Сидху, сын Куйи, привёл в Кашмир много боевых слонов и стал советником королевы Дидды. В высокой чести в Кашмире был «Синду Гая», Слон Синда. .
Династия Раи правила в Синде в течение 489—632. Раи Диваджи (Девадитья) был величайший правитель этой династии, бывший великим покровителем буддизма, сопоставимым с Ашокой в этом отношении. Столицей его огромной империи был Аль-Рор. Трон империи был захвачен Брахманской династией, чья непопулярность была фактором, способствовавшим позднее арабскому завоеванию.

## Исламская эра

### В составе Арабского халифата

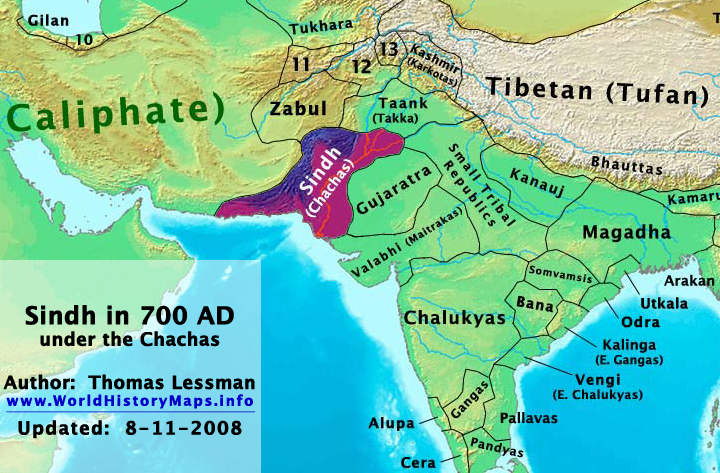
Синд в 700 году, под брахманской династией

Провинция Систан была самой большой провинцией Персидской империи; её границы были от Синда на востоке до Балха (Афганистан) на северо-востоке. Во время Халифата, с началом исламского завоевания некоторые части Синдха были покорены в результате войны с Персидской империей в 643 н. э., было отправлено семь армий по семи различным маршрутам в разных частях империи.
Арабские войска впервые вступили в Синд во время царствования Умар ибн Хаттаба в 644. Они были частью войска, направленного для завоевания Систена и Макрана. В 644 армии Хакама ибн Амра, Шахаба ибн Макхарака и Абдаллы ибн Утбана были сосредоточены вблизи западного берега Инда, они разбили войско Раджа Сахаси Райа II индияского царя из Династии Рай в Битве Расиль. Войска раджи отступили на восточный берег Инда.
На запрос Умар ибн Хаттаба о положении дел в Макране посланец привёз ответ:
О глава Правоверных!

В этой стране равнины каменисты;
 
Где воды мало;
 
Где фрукты не вкусны;
 
Где люди вероломны;
 
Где изобилие неизвестно;
 
Где добродетель еле держится;
 
И где господствуют дьяволы;

Большой армии — недостаточно здесь;

Малая армия — бесполезна здесь;

Земля, что дальше — ещё хуже (имеется в виду Синд).
Умар ибн Хаттаб прочитал и ответил: «Так ты посланец или поэт?» Он ответил: «Посланец».
Затем Умар ибн Хаттаб, услышав о неблагоприятной ситуации, для отправки в армию, поручил Хаким Амр бин аль Тагхалаби установить восточную границу Халифата по Макрану, а дальше не продвигаться.
После смерти Умар ибн Хаттаба в областях Персидской империи вспыхнули восстания, и халиф Усман направил силы на их усмирение. Усман также направил его агентом Хахим ибн Джабла Абди для изучения дел. По возвращении он сообщил Усману о городах, и, услышав об ужасных условиях в регионе, он решил не завоёвывать Синд и, подобно Умар ибн Хаттабу, он приказал своей армии не пересекать Инда.

### Омейяды и другие
Синд был окончательно завоёван арабами во главе с Мухаммадом ибн Касимом, он стал самой восточной провинцией в Омейядском халифате. Арабская провинция Синд — это современный Пакистан, в то время как земля современной Индии дальше на востоке была известна арабам как Хинд. Поражение от индийского правителя раджи Дахира было облегчено из-за напряжённости в отношениях между буддийским большинством и правящими индуистами. Арабы изменили регион и приняли термин Бадд, буддийские изображения они уничтожили. Город Мансура был построен в качестве регионального центра и арабы правили из него почти 3 века и происходил синтез культур арабов и индусов. Арабские географы, историки и путешественники также иногда называли всю территорию от Аравийского моря до Гиндукуша Синдом.
Арабское правление закончилось с воцарением Сумрской династии, которые были синдскими мусульманами, они контролировали провинцию непосредственно и в качестве вассалов с 1058 по 1249. Тюркские завоевали часть провинции в 977, Газневиды, затем Делийский султанат до 1524. Моголы завоевали регион и правили ещё почти два столетия, некоторые области провинции оспаривала местная династия Самма, опираясь на свою базу в Тхатте. Суфии оказали огромное влияние на местный ислам. Синд пользовался большой автономией при Аргунской династии и у Тарханов с 1519 по 1625. Синд стал вассалом афганской Дурранийской империи в 1747. Именно тогда правили Калхора, а затем белуджские Талпуры.

## Колониальная эра
Британская Ост-Индская компания начала оккупацию Синда в тот момент, когда им правили белуджское племя Дера Гази Хана. Главными из их кланов были Таллпур (часть Лагхари), Лагхари, Низамани, Муррии, Гопанг и других. Карачи был первым районом в крае, оккупированный Британской Ост-Индской компанией в 1839. Четыре года спустя большая часть провинции (за исключением княжества Кхаирпур) был под контролем компании после побед при Миани и Дуббо. Многие люди помогали в Великобритании в завоевании Синда, в том числе индийский министр Синда, мирсы в Кхайпуре, племя Чандио и племя Кхоса. Генерал Чарльз Нейпир, как утверждается, сообщил о победе генерал-губернатору, телеграммой из одного Латинского слова: «Peccavi» — или I have sinned (игра слов со словом Синд).
Чарльз Напьер вначале имел армию, состоящую в основном из бенгальских солдат. Белуджи старались атаковать британских солдат тёмной ночью. Бенгальские солдаты не могли сражаться ночью и поэтому часто бежали. Затем Чарльз Напьер нанял Кхосов (белуджское племя) в свою армию, чтобы воевать с правящими белуджами Синда, которые также были выходцами из Дера Гази Хан, в Пенджабе. Чандио (племя белуджей) из Сардара прислали 10000 конников поддержать Чарльз Напьера в войне с Миани, но они не участвовали в настоящей войне, а остались в резерве. За помощь Чандио из Сардара получили Чандка (сейчас Ларакана, Камбар-Шахдадкотский округ). За Талпурами оставили их Кхайпур, поскольку они держались нейтралитета. Первый Ага Хан, помогавший англичанам в завоевании, получил пожизненное содержание.
Синд сделался частью Британской Индии, Бомбейского округа в 1847 и стал отдельной провинцией в 1936.
Англичане построили железную дорогу в Синде. Были построены плотины и каналы, уровень земледелия вырос. Первые марки в Азии, известные как Красный Синд, были отпечатаны в 1852 году. Карачи, Хайдерабад и Суккур были соединены дорогой с мостом.
В борьбе за свободу Синдский филиал Мусульманской лиги был учрежден Гулам Мухаммадом Бхургари в 1918 году. Абдулла Харун, который присоединился к нему в 1918 году, был избран председателем провинциальной мусульманской лиги в 1920 году. В те дни, как мусульманская лига и Индийский национальный конгресс Синда провели свои ежегодные заседания в том же месте, и одновременно приняли аналогичные резолюции.
В Синде собрание первым поддержало резолюцию в поддержку Пакистана. Г. М. Саид, один из влиятельных активистов синдхов, революционер, и один из важнейших лидеров в авангарде движения автономистов, присоединился к мусульманской лиге в 1938 году и представил Пакистанскую резолюцию в Синдской Ассамблее.

## Образование
В основу для современного, либерального, всеобщего образования были заложены британской колониальной администрацией. Синдская интеллигенция также участвовала в модернизации системы образования. Хасана Али Аффанди, деда по матери нынешнего президента Пакистана (г-н Аси́фа Али́ Зарда́ри), можно рассматривать как реформатора синдского образования. Он сделал большие усилия для поощрения получения современного образования. Он построил такое известное учебное заведение, как Синд-Мадрасат-уль-Ислам. Мухаммад Али Джинна отправился в Синд-Мадрасат-уль-Ислам в Карачи, для получения образования, а после работал в Карачи в юридической конторе.
Образование в Синде делится на пять уровней: первичное (от одного до пяти классов), Среднее (6—8), Школьное образование (девять классов или десять, ведущие к Диплому), Среднее полное (11—12 и диплом) и университет, ведущий к высшему образованию, и аспирантура.
Во всех школах изучают синдхи, урду и английский язык.
Колледжи и Университеты созданы в крупных городах Синда. Предусмотрен бакалавриат. Медицинские институты и техникумы созданы в крупных городах Синда.
Есть много возможностей получить Послевузовское профессиональное образование и работать в научно-исследовательском институте.

## Экономика
Синд стал наиболее урбанизированной и промышленно развитой провинцией Пакистана. Руководство пакистанских компаний, а также региональные представительства международных компаний, находятся в провинции Синд. Синд находится на переднем крае экономического развития страны. Новые дамбы и каналы игигации построены во многих областях, которые были неплодородны, и Синд производит многие сельскохозяйственные продукты для страны и для экспорта.
Строительство многомиллиардных проекты вроде Карачской АЭС, Порт Касим и Пакистан Стил Миллс создадут десятки тысяч рабочих мест.

## Политика
Отец-основатель Пакистана Мухаммад Али Джинна был синдцем. Бахадур Хан Мухаммед Айюб Кхурхо был первый премьером, после получения независимости Пакистаном. В Пакистане много политиков-синдцев, как, например, Али Бхутто, Беназир Бхутто, Мухаммад Хан Джунеджо, Гулам Мустафа Джатои, Асиф Али Зардари, Мохаммедмиан Сомро, которые служили народу, как Президент, Премьер-министр, Председатель Сената и т. д. Карачи был выбран в качестве первой столицы Пакистана, и он остается в настоящее время в качестве столицы Синда. В Синде есть здания министерств и департаментов.